# Parafia św. Stanisława w Ruszkowie
Parafia pw. Świętego Stanisława w Ruszkowie – parafia rzymskokatolicka znajdująca się w diecezji sandomierskiej w dekanacie Szewna. Erygowana w 1313. Mieści się pod numerem 17.

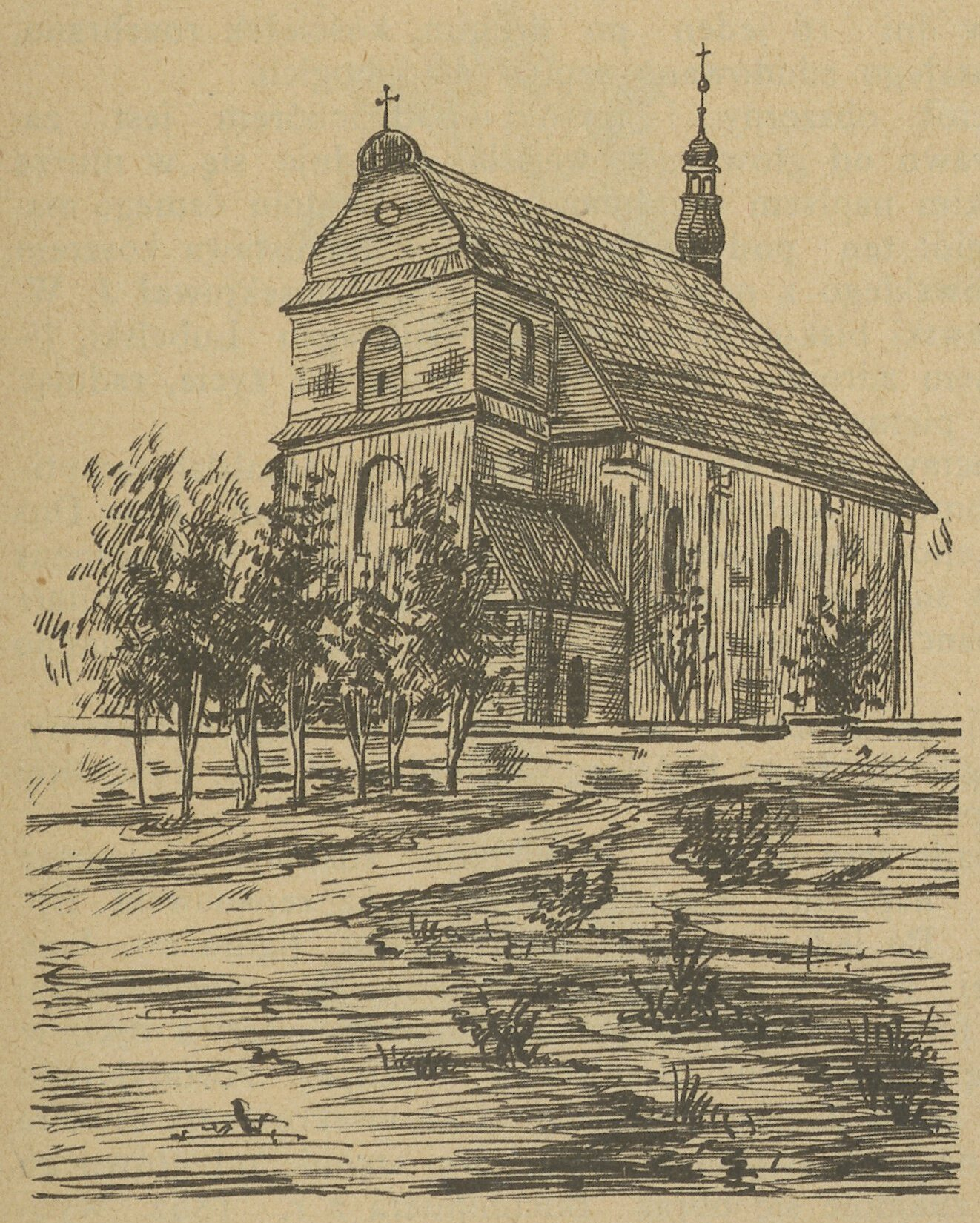
Kościół przed 1907